# Bob Riley (basket-ball)
Pour les articles homonymes, voir Bob Riley et Riley.
Robert J. Riley  , dit Bob Riley, né  le 6 juillet 1948, est un ancien joueur et entraîneur de basket-ball américain naturalisé français. Il évoluait au poste d'ailier fort et de pivot.

## Biographie
Riley est sélectionné au 5e tour de la Draft de la NBA en 1970 par les Hawks d'Atlanta avec lesquels il joue 7 matches au total. Il dispute ensuite 10 saisons de Nationale 1 en France avec le Caen BC. Il est le deuxième Américain estampillé NBA de l'histoire de la Nationale 1, après son coéquipier à Caen, Bill Striker.
Le 30 décembre 1976, il est, en même temps que Barry White, le premier Américain naturalisé à porter le maillot de l'équipe de France, lors d'un match amical contre la Finlande.
Il est international français entre 1976 et 1980. En 27 rencontres avec les Bleus, il marque 13,4 points de moyenne, avec un record de 25 points.
Après son passage à Caen, il joue à Cognac puis en devient l'entraîneur. Il conduit l'équipe en Nationale 2 (2e division) en 1986. En septembre 2013, le club lui rend hommage en retirant son numéro 13 et le maire de Cognac lui remet la médaille de la ville, où il a vécu pendant 21 ans, de 1981 à 2002.

## Clubs
- 1970-1971 :  Hawks d'Atlanta (NBA)
- 1972-1981 :  Caen BC (Nationale 1)
- 1981-198? :  Cognac

## Équipe nationale
- 27 sélections en équipe de France